# ياراشوفا فولا
ياراشوفا فولا هي قرية في التقسيم الإداري براجموف ضمن مقاطعة بياسيتشنو في محافظة مازوفيا في شرق وسط بولندا.  تقع على بعد حوالي 8 كيلومتر (5 ميل) شمال شرق براجموف، 10 كيلومتر (6 ميل) جنوب بياسيتشنو و 26 كيلومتر (16 ميل) جنوب وارسو.